# Cantonul Montembœuf
Cantonul Montembœuf este un canton din arondismentul Confolens, departamentul Charente, regiunea Poitou-Charentes, Franța.

## Comune
- Cherves-Châtelars
- Lésignac-Durand
- Le Lindois
- Massignac
- Mazerolles
- Montembœuf (reședință)
- Mouzon
- Roussines
- Saint-Adjutory
- Sauvagnac
- Verneuil
- Vitrac-Saint-Vincent